# Nueva Providencia, La Grandeza
Nueva Providencia är en ort i Mexiko.   Den ligger i kommunen La Grandeza och delstaten Chiapas, i den sydöstra delen av landet, 900 km sydost om huvudstaden Mexico City. Nueva Providencia ligger 2 326 meter över havet och antalet invånare är 120.
Terrängen runt Nueva Providencia är bergig åt sydost, men åt nordväst är den kuperad. Runt Nueva Providencia är det ganska tätbefolkat, med 96 invånare per kvadratkilometer. Närmaste större samhälle är Motozintla de Mendoza, 13,8 km söder om Nueva Providencia. I omgivningarna runt Nueva Providencia växer huvudsakligen savannskog.